# Dang Lang Tai Chi Chuan
Dang Lang Tai Chi Chuan (vietnamesisch: Đướng Lang Thái Cực Quỵên) ist Taijiquan ("Schattenboxen") im Stil der Gottesanbeterin.
Die meisten Stile des Taijiquan tragen die Namen der Familien, die diese Stile hervorgebracht haben. Der Gründer des Dang Lang Tai Chi Chuan war jedoch der Meinung, dass der ganze Charakter des Stils von der Gottesanbeterin her geprägt sei, dagegen hätte der Name der eigenen Familie zurückzustehen. Da sich der Stil über Vietnam verbreitet hat, sind sein Name und die Bezeichnungen der Formen in Há Nôm, der vietnamesischen Lautschrift, überliefert. Bei der Romanisierung des Stil-Namens wurde das weiche „D“ für Dang Lang Tai Chi Chuan, anstatt des harten „T“ aus Tang Lang Quan gewählt.

## Entstehung, Geschichte und Übertragungsweg des Stils
Der Stil soll um 1905–1915 in China durch den Stilgründer Trieu Thian Chan als eine Mischung aus dem Mei Hua Tang Lang Quan, dem Qi Xing Tang Lang Quan (zwei Stilrichtungen des Tang-Lang-Quan-Gottesanbeterin-Kungfu) und dem Taijiquan entwickelt worden sein. Aus den Tang-Lang-Quan-Stilen wurden die Bewegungen der Gottesanbeterin übernommen und in den neuen Taijiquan-Stil integriert. Etwa zur gleichen Zeit entstand das ebenfalls weiche, meditative Taijiquan von Yang Chengfu (Yang-Stil) und Wu Jianquan (Wu-Stil).
Trieu Thian Chans Enkel Trieu Thuc Khe emigrierte in den 1940er Jahren nach Vietnam. Er führte den Stil weiter und hatte im "Chinesischen Viertel" in Saigon eine Schule mit 12 Schülern, unter ihnen Diep Quoc Luong und Tran To Nu. Ab den frühen 1960er Jahren lebte er in Hongkong.
Zu den Schülern von Diep Quoc Luong gehörte Großmeister Lin (Lam Tien Dat), der den Stil nach Deutschland brachte. Somit stehn Großmeister Lin in der 4. Generation dieses noch jungen Stils.

## Charakteristiken des Dang Lang Tai Chi Chuan
In der Literatur findet man die Gottesanbeterin-Kung-Fu-Stile "Taiji Tanglangquan" oder "Taiji Meihua Tanglangquan". Zu diesen harten und aggressiven Stilen bildet das Dang Lang Tai Chi Chuan mit seinen Bewegungen nach den Prinzipien des Taijiquan einen weichen Gegenpol.
Aus dem Tang Lang Quan wurden die Fuß- und Handstellungen übernommen, insbesondere die charakteristischen Hakentechniken. Dang Lang Tai Chi Chuan ist geprägt von einem dynamischen auf und ab in den Formen, insbesondere von vielen tiefen Stellungen. Wie in anderen Taijiquan-Stilen gibt es im Dang Lang Tai Chi Chuan Formen in verschiedenen Längen und Schwierigkeitsgraden, mit und ohne Waffen (Schwert, Säbel, Stock, Doppelschwert, Doppelsäbel, Hellebarde).
Eine Auswahl von Formen:
- Giàn Hóa Thái Cực Quyền (Handformen, 24 Bilder, „Pekingform“ mit Hand- und Fußstellungen aus Dang Lang)
- Đinh Bộ (Handform, 56 Bilder)
- Thôi Thủ (Handform, 89 Bilder)
- Thái Cực Chưởng (Handform, 143 Bilder)
- Đường Lang Thái Cực Kiếm (Schwertform, 88 Bilder)
- Đường Lang Thái Cực Dao (Säbelform, 100 Bilder)

## Verbreitung des Stils
Der Stil ist heute weitestgehend auf den asiatischen Raum (Vietnam, Hongkong, Singapur und Südkorea) begrenzt. Ausnahmen sind Deutschland und Kanada.